# Lyckoslanten
Lyckoslanten är en av Sveriges äldsta utkommande tidningar riktade till barn. Den utkommer sedan 1926 och ges ut av Swedbank och sparbankerna. Tidningen distribueras kostnadsfritt till Sveriges grundskolor med årskurserna 4–6. Upplagan är 340 000 och är en av de största barntidningarna i Sverige. Den första Lyckoslanten kom ut till Världsspardagen den 31 oktober 1926.

## Historia

### Tidningen grundas
Tack vare 1923 år sparbankslag kunde sparbankerna anslå medel till olika projekt för att främja sparande. 1925 fick bankdirektör Josef Hugo Jönsson i uppdrag att organisera en avdelning för sparpropaganda. Enligt denna Svenska Sparbanksföreningens avdelning för Sparpropaganda innebar den nya sparbankslagen att sparbankerna "fått tillåtelse att av tillgängliga vinstmedel använda en del för väckande och underhållande, särskilt hos mindre bemedlade, av håg till sparsamhet". Avdelningen för sparpropaganda skapade bland annat affischer, upprop och småskrifter som distribuerades till sparbanker, press och även skolor. Den första propagandan riktad till skolbarn var en liten bok som 1926 delades ut gratis i 170 000 exemplar och riktade sig till pojkar. Den hette Pojkarna i "fyran". En berättelse om fem pojkar som funno vägen till framgången och var skriven av barnboksförfattaren och scoutrörelseledaren Ebbe Lieberath. 1928 delades boken Vår vän Maja Stina ut till flickor, och var skriven av Jeanna Oterdahl.
Under Sparbanksföreningens årsmöte 1925 presenterades planer på en gemensam trycksak, och på samma möte presenterades också planer på en tidning för skolelever. Bankdirektör Jönsson hade redan under den allra första Världsspardagen i Milano 1924 fått en del uppslag på hur sparfrämjande kunde bedrivas, men idén på en spartidning för skolor fick han från USA och American Society of Thrift.
31 oktober 1926 utgavs första numret av Lyckoslanten med en upplaga på 156 000 exemplar. Tidningens redaktör var folkskollärare Torsten Palmquist, som arbetade på tidningen till 1960. Tidningens namn utsågs genom en pristävling. Prissumman på 50 kronor vanns av Emma Andersson, hushållerska till en sparbankstjänsteman i Katrineholm som lämnat det vinnande förslaget, Lyckoslanten. Under 1920-talet innehöll tidningen 32 sidor i tvåfärgstryck (svart och rött) med bland annat tecknade serier, tävlingar, sömnadsbeskrivningar och tips för träslöjd.
Bankdirektör Jönsson var tidningens ansvarige utgivare fram till sin död 1942.

### Målsättning
Från första numret var tidningens motto "Envar sin egen lyckas smed" och 1929 sammanfattades tidningens målsättning med följande text i redaktionsrutan:
"Tidskriften vill i ord och bild verka för främjande av sund sparsamhet bland det uppväxande släktet och intressera de unga för produktivt arbete och målmedvetet handhavande av förvärvade medel."

### Upplaga och tryck
1940 hade upplagan stigit till 490 000 exemplar, och 1950 till hela 700 000 exemplar. Detta bland annat efter att det visade sig att de sparbanker som spridit Lyckoslanten i skolorna fick flerdubbelt högre insättningar från skolbarn än de sparbanker som inte delat ut tidningen. Mellan 1931 och 1974 delades Lyckoslanten dessutom även ut av Postsparbanken, något som också ökade upplagan. 1957 sattes rekordet, då Lyckoslanten nummer 4, som var ett sånghäfte, hade en upplaga på hela 965 000 exemplar. 1966 var upplagan 710 000, och år 2020 var upplagan runt 340 000 exemplar.
Tidningens succé märktes också på att den blev förebild för utländska tidningar, såsom danska Sparegrisen, norska Lykkesmeden, holländska De Gelukscent och italienska Il piccolo risparmiatore.
Mellan 1926 och 1934 innehöll tidningen reklamannonser, som spelade en viktig roll för tidningens ekonomi. Annonserna var riktade till barn, och gjorde att antalet sidor kunde utökas från 32 till 40. På grund av pappersransoneringen begränsades antalet sidor till 16 i slutet av 1940-talet. Tidningens första färgfoton trycktes efter andra världskriget. De var dock ofta svaga i trycket, men tidningen dominerades av färgteckningar.

### Innehåll
Tidningen har under åren främst innehållit sagor och berättelser, pjäser, visor och tecknade serier, och under de många år som tidningen utkommit har många författare, tecknare och andra konstnärer fått bidra med sina verk. Det mesta skrevs av nu bortglömda författare, men även mer kända namn har bidragit med enstaka bidrag, eller längre serier. Många av tidningens bidragsgivare var lärare, men bland de mer kända bidragsgivarna kan nämnas Gerda Ghobé, Mollie Faustman, Sven Jerring, Felix Körling, Jeanna Oterdahl, Alice Tegnér, Lisa Österlund, och senare Britt G. Hallqvist, Gösta Knutsson och Inger Sandberg. Även författare som främst skriver för vuxna har bidragit till Lyckoslanten, såsom Kerstin Hed, Alf Henrikson, Ture Nerman och Stig Wesslén. Även Gustav V lär ha medverkat i tidningen.
Över lag har bilder och serier fått mer utrymme i tidningen än texter. Flera framstående tecknare har bidragit till tidningen under längre perioder, bland annat Helge Artelius, Kerstin Frykstrand, Einar Norelius och Knut Stangenberg. Andra ofta återkommande bidragsgivare var Louis Moe som mellan 1926 och 1944 bland annat tecknade djursagor utan ord för att stimulera barnens egen fantasi, Georg Klinghammer som gjorde många av tidningens illustrationer, men även skapade den tecknade serien Rustibus och Yrhättan mellan 1935 och 1937, och mellan 1937 och 1961 dök Sture Rambergs Pyret upp i tidningen.

#### Spara och Slösa
Den serie som hängt med längst är serien Spara och Slösa av Birgitta Lilliehöök. Den dök upp redan i första numret 1926 och publicerades ända fram till 1963. Lilliehök bidrog även med andra bilder och texter till Lyckoslanten, men dessa har nästintill glömts bort. Spara och Slösa har dykt upp även i senare nummer. Sedan 2005 syns serien på tidningens baksida, och tecknas av Lena Forsman.